# Tramwaje w Krasnojarsku
Tramwaje w Krasnojarsku − system komunikacji tramwajowej działający w rosyjskim mieście Krasnojarsk.

## Historia
Tramwaje w Krasnojarsku uruchomiono 1 maja 1958 r. W ostatnich latach zlikwidowano kilka linii tramwajowych. W 2004 r. zlikwidowano linię tramwajową przez Oktiabrskij most, a po 2004 r. zawieszono połączenie od pętli Krastec do Posiołoka Tiechniczeskogo. Przed 2004 r. sieć tramwajowa liczyła 36 km długości. Tramwaje kursują wyłącznie w prawobrzeżnej części miasta. W mieście działa jedna zajezdnia tramwajowa.

## Linie
Według stanu z 5 lipca 2018 r. w Krasnojarsku kursowały 4 linie tramwajowe:
| Linia | Trasa                                         |
| ----- | --------------------------------------------- |
| 4     | Krastec ↔ Priedmostnaja płoszczad´            |
| 5     | Pos. Eniergietikow ↔ Priedmostnaja płoszczad´ |
| 6     | Priedmostnaja płoszczad´ ↔ Pos. Eniergietikow |
| 7     | Priedmostnaja płoszczad´ ↔ Krastec            |

## Tabor
W lipcu 2018 r. podstawę taboru stanowiły tramwaje KTM-5. Najnowszym wagonem tramwajowym, otrzymanym w 2009 r., był LM-2008. Tabor składał się z 60 wagonów tramwajowych:
| Zdjęcie                            | Typ                                | przewóz osób na wózkach            | Liczba |
| ---------------------------------- | ---------------------------------- | ---------------------------------- | ------ |
|                                    | KTM-5                              |                                    | 45     |
|                                    | KTM-5A                             |                                    | 10     |
|                                    | KTM-19KT                           |                                    | 3      |
|                                    | KTM-19K                            |                                    | 1      |
|                                    | LM-2008                            | przewóz osób na wózkach            | 1      |
| Łączna liczba:                     | Łączna liczba:                     | Łączna liczba:                     | 60     |
| Udział tramwajów niskopodłogowych: | Udział tramwajów niskopodłogowych: | Udział tramwajów niskopodłogowych: | 1,67%  |

Tabor techniczny składał się z 4 tramwajów.